# المدرسة الوطنية العليا للأشغال العمومية
المدرسة الوطنية العليا للأشغال العمومية هي مدرسة وطنية جزائرية حكومية لتكوين المهندسين تقع في بلدية القبة ولاية الجزائر، تم انشائها رسمياً في عام 1966 م.

## التسمية
سميت المدرسة على اسم الفيلسوف الفرنسي فرانسيس جانسون، تقديرا لمواقفه الداعمة لثورة التحرير الوطني، حيث يعتبر أحد مؤسسي شبكة الدعم لجبهة التحرير الوطني تحت اسم «حملة الحقائب» (Les porteurs de valises).

## تاريخ
تأسست تحت اسم المدرسة الوطنية للأشغال العمومية (ENTP) في سنة 1966 معهدًا وطنيًا للتعليم العالي تحت إشراف وزارة الأشغال العمومية لتلبية احتياجات الدولة خاصة من المهندسين في مجال البناء والأشغال العمومية.
وفي سنة 1985، أصبحت تحت وصاية مزدوجة، يُعهد بالإشراف التربوي إلى وزارة التعليم العالي والبحث العلمي بينما يمارس الإشراف الإداري من قبل وزارة الأشغال العمومية.
في سنة 1998، أصبحت المدرسة مؤسسة للتعليم العالي وتحت إشراف وحيد من وزارة التعليم العالي والبحث العلمي.
في 2008، حولت المدرسة الوطنية للأشغال العمومية إلى مدرسة عليا خارج الجامعة تسمى “المدرسة الوطنية العليا للأشغال العمومية”
قامت المدرسة الوطنية العليا للأشغال العمومية (ENSTP) بتخريج 2500 مهندسًا وطنيًا وأكثر من 200 مهندس أجنبي من دول عربية وإفريقية (تونس، سوريا، موريتانيا، مالي، بوروندي، السنغال، الكاميرون، تشاد...).

## أقسام المدرسة
- الأقسام التحضيرية: مدة الدراسة محددة بعامين كاملين، حيث لا يمكن للطالب إعادة السنة إلا لمرة واحدة خلال هاذين العامين.[9]

- قسم الهياكل القاعدية[10]
- قسم المواد والهياكل[11]

## التعاون مع القطاع الاقتصادي
وُقعت اتفاقية إطار بين ومجمع الهياكل  لأشغال الطرق والمنشآت الفنية والمدرسة الوطنية العليا للأشغال العمومية. وكذلك اتفاقية مع الهيئة الوطنية للرقابة التقنية للأشغال  العمومية والمدرسة.

## وصلات خارجية
- الموقع الرسمي - اللغة العربية
- موقع وزارة التعليم العالي والبحث العلمي
- توفير كفاءات لتفعيل المنشآت القاعدية - المدرسة الوطنية العليا للأشغال العمومية التلفزيون الجزائري على يوتيوب